# 菊地信
菊地 信（きくち まこと、1911年（明治44年） - 生没不明）は、日本のフィールドホッケー選手。 1936年ベルリンオリンピックで男子トーナメントに出場した。 